# Kongelundgaard
Kongelundgaard er en historisk ejendom beliggende i Kongelunden på Amager, Danmark. Gården har rødder tilbage til det 18. århundrede og har gennem tiden haft stor betydning for landbrugsdriften i området.
Historie
Kongelundgaard blev oprindeligt opført som en del af landbrugsudviklingen på Amager, hvor jorden blev brugt til dyrkning og kvægdrift. Området omkring Kongelunden blev i sin tid brugt som kongelig jagtmark, hvilket også har haft indflydelse på gårdens navn. Gården har skiftet ejere flere gange gennem årene og har været centrum for forskellige former for landbrugsdrift.
Arkitektur
Bygningerne på Kongelundgaard er præget af traditionel dansk bondegårdsarkitektur med stråtækte tage og bindingsværk. Gårdens hovedbygning er blevet restaureret flere gange for at bevare dens oprindelige udtryk og funktion.
Nutidig anvendelse
I dag fungerer Kongelundgaard som en kombineret gårdbutik, let landbrug med dyrkning af kartofler samt stalde med opstaldning af heste, der benytter stedets ridebane og har direkte adgang til Kongelundsskoven.
Stedet bruges til forskellige former for weekendhygge, hvor de fleste kender det som en café, hvor man i glashuset kan hygge sig trods vejret. Derudover er gården særligt populær i juletiden med julemarked og salg af juletræer.
Beliggenhed
Gården er beliggende på Kongelundsvej 609, 2791 Dragør som er nabo til skoven i Kongelunden på det sydlige Amager, tæt på naturskønne områder og kysten, hvilket gør den til et attraktivt sted for både lokalbefolkningen og turister.
Eksterne henvisninger
- Officiel hjemmeside https://kongelundgaard.dk/

Referencer
- Historiske kilder, Dragørs historie https://lokalarkiv.taarnby.dk/
- Historiske kilder, Kongelundens historie https://www.dragoerhistorie.dk/laes-om-lokalhistorien/leksikon/k/kongelunden/ Arkiveret 3. april 2025 hos  Wayback Machine